# Репище (Логойський район)
Репище  — (біл. вёска Репишче), село (веска) в складі Логойського району розташоване в Мінській області Білорусі, підпорядковане Заріченській сільській раді.
Село Репище  розташоване в центральних районах Білорусі, в північній частині Мінської області - орієнтовне розташування.